# Work Hard, Play Hard
Work Hard, Play Hard é uma canção do rapper estadunidense Wiz Khalifa, lançada como primeiro single de seu segundo álbum de estúdio O.N.I.F.C.. O single foi produzido por Benny Blanco e Stargate.

## Lista de faixas
Download Digital
1. "Work Hard, Play Hard" - 3:40

## Vídeo da música
O vídeo da música foi dirigido por Bill Paladino e foi lançado em 23 de maio de 2012. foi filmado em Pittsburgh, Pennsylvania. Wiz Khalifa aparece vestindo roupas como um hippie, em homenagem a Jimi Hendrix.

## Remixes
O remix oficial da canção conta com a participação de Lil Wayne e Young Jeezy lançado em 25 de Agosto de 2012.